# Alexander Shevchenko
Alexander Shevchenko, né le 29 novembre 2000 à Rostov-sur-le-Don, est un joueur de tennis russe devenu kazakh en 2024. Il est professionnel depuis 2018.

## Carrière
Alexander Shevchenko est entraîné par l'Autrichien Gunter Bresnik à Vienne, ville dans laquelle il réside depuis l'âge de 9 ans.
Il remporte son premier titre sur le circuit Challenger à Bratislava en juin 2022, ce qui lui permet de monter dans le top 200 du classement ATP.
Début 2023, il se fait remarquer du côté de Phoenix en atteignant la finale du tournoi Challenger 175. Il signe ses premiers faits d'arme sur le circuit ATP en avril 2023 lorsqu'il atteint le 3e tour du Masters de Madrid, éliminant Jeffrey John Wolf et Jiří Lehečka avant de bousculer le no 3 mondial Daniil Medvedev (4-6, 6-1, 7-5). Il récidive la semaine suivante avec un succès face à Sebastián Báez suivi d'une défaite face à Jannik Sinner (6-3, 64-7, 6-2). Il se révèle en fin de saison, avec une victoire sur le 9e mondial Taylor Fritz en huitième de finale du tournoi de Bâle (67-7, 7-66, 7-65). En novembre, il atteint sa première finale à l'Open de Moselle en battant notamment son compatriote Karen Khachanov en quarts de finale. Battu par le local Ugo Humbert (6-3, 6-3), sa performance lui assure cependant une entrée dans le top 50.

## Vie privée
Il était en couple avec la joueuse de tennis Anastasia Potapova. Marié puis divorcé moins d'un après en 2024.

## Palmarès

### Finale en simple messieurs
| No | Date       | Nom et lieu du tournoi | Catégorie | Dotation  | Surface    | Vainqueur   | Score    |          |
| -- | ---------- | ---------------------- | --------- | --------- | ---------- | ----------- | -------- | -------- |
| 1  | 05/11/2023 | Moselle Open, Metz     | ATP 250   | 562 815 € | Dur (int.) | Ugo Humbert | 6-3, 6-3 | Parcours |

## Parcours dans les tournois duGrand Chelem

### En simple
| Année | Open d'Australie | Open d'Australie | Internationaux de France | Internationaux de France | Wimbledon       | Wimbledon        | US Open         | US Open        |
| ----- | ---------------- | ---------------- | ------------------------ | ------------------------ | --------------- | ---------------- | --------------- | -------------- |
| 2023  | —                | —                | 2e tour (1/32)           | Lorenzo Musetti          | 1er tour (1/64) | Adrian Mannarino | 1er tour (1/64) | Cameron Norrie |
| 2024  | 1er tour (1/64)  | Jaume Munar      | 2e tour (1/32)           | Corentin Moutet          | 1er tour (1/64) | Ugo Humbert      | 2e tour (1/32)  | Frances Tiafoe |
| 2025  | 1er tour (1/64)  | Carlos Alcaraz   | 2e tour (1/32)           | Ethan Quinn              | 1er tour (1/64) | Reilly Opelka    |                 |                |

N.B. : à droite du résultat se trouve le nom de l'ultime adversaire.

### En double messieurs
| 2024 | — | — | 2e tour (1/16) A. Bublik \|\| Forfait | 1er tour (1/32) A. Bublik \|\| style="text-align:left;" \| Y. Bhambri A. Olivetti | 1er tour (1/32) T-S. Weissborn \|\| style="text-align:left;" \| R. Cash J. Tracy |

N.B. : le nom du partenaire se trouve sous le résultat ; les noms des ultimes adversaires se trouvent à droite.

## Parcours dans lesMasters 1000
| Année | Indian Wells         | Miami              | Monte-Carlo | Madrid              | Rome                 | Canada | Cincinnati         | Shanghai             | Paris |
| ----- | -------------------- | ------------------ | ----------- | ------------------- | -------------------- | ------ | ------------------ | -------------------- | ----- |
| 2023  | —                    | —                  | —           | 3e tour D. Medvedev | 3e tour J. Sinner    | —      | 1er tour L. Sonego | 1er tour Tseng C.-h. | —     |
| 2024  | 2e tour F. Cerúndolo | 2e tour H. Hurkacz | —           | 2e tour C. Alcaraz  | 2e tour K. Khachanov | —      | —                  | 3e tour J. Menšík    | —     |
| 2025  | 1er tour R. Hijikata | —                  | —           | —                   | 1er tour J. de Jong  |        |                    |                      |       |

N.B. : sous le résultat se trouve le nom de l’ultime adversaire.

## Victoires sur le top 10
Toutes ses victoires sur des joueurs classés dans le top 10 de l'ATP lors de la rencontre.
| Légende      |
| Grand Chelem |
| Masters 1000 |
| ATP 500      |
| ATP 250      |

| # | A.S.  | Tournoi   | Année | Surface    | Adversaire   | Rang | Tour | Score            |
| - | ----- | --------- | ----- | ---------- | ------------ | ---- | ---- | ---------------- |
| 1 | no 83 | Bâle      | 2023  | Dur (int.) | Taylor Fritz | no 9 | 1/8  | 67-7, 7-66, 7-65 |
| 2 | no 57 | Rotterdam | 2024  | Dur (int.) | Holger Rune  | no 7 | 1/8  | 6-4, 1-6, 6-3    |

## Classements ATP en fin de saison
| Année          | 2018 | 2019 | 2020 | 2021 | 2022 | 2023 | 2024 |
| Rang en simple | 949  | 670  | 556  | 323  | 155  | 48   | 78   |
| Rang en double | –    | 701  | 754  | 791  | 651  | 448  | 867  |

Source : (en) Classements de Alexander Shevchenko sur le site officiel de la Fédération internationale de tennis